# Mezzogiorno
Mezzogiorno är en kulturhistorisk region som omfattar Italien söder om Rom samt öarna Sicilien och Sardinien.
Mezzogiorno betyder 'middag' syftande på att solen här står högre på himmelen, mitt på dagen, än i Norditalien. På sommaren är den besvärande för många.
Till skillnad från norra Italien med sina industrier och sin ekonomiska tillväxt är södra Italien till stor del underutvecklat. Detta beror både på historiska och politiska faktorer.
Historiskt har Syditalien, till stor del, koloniserats av andra länder och religioner än Norditalien. För mer än 2000 år sedan koloniserade Hellas (Grekland) Syditaliens kust upp till Nea Polis, 'Den nya staden' som nu heter Neapel. De bäst bevarade grekiska templen på jorden finns kvar i detta område från Agrigento i söder till Paestum i norr. En liten grekisk folkgrupp är fortfarande urskiljbar.
Nordiska, kristna normander och  muslimska araber har senare övertagit långa kuststräckor. Utmed dessa sträcker sig fortfarande en kedja av normandiska vakttorn från 1100- och 1200-talen. På 1200-talet upprätthöll araberna ett av Europas mest avancerade universitet i Salerno. Senare koloniserades Mezzogiorno, utom Sardinien, från i första hand Spanien men också från Frankrike. Det kallades Kungariket Neapel och Kungariket Sicilien, senare Kungariket Bägge Sicilierna.
Politiskt och ekonomiskt har dessa avvikande herravälden också hämmat regionens modernisering och industrialisering.
De italienska myndigheterna har försökt att främja den ekonomiska och sociala utvecklingen i il Mezzogiorno, men korruption och maffians starka inflytande i regionen bromsar i mångt och mycket myndigheternas initiativ.